# 伊夫·法奇
伊夫·法奇（1899年8月19日—1953年3月30日）是法国新聞工作者。国际和平运动领袖，法国全国和平理事会主席，世界和平理事會常务委员。

## 生平

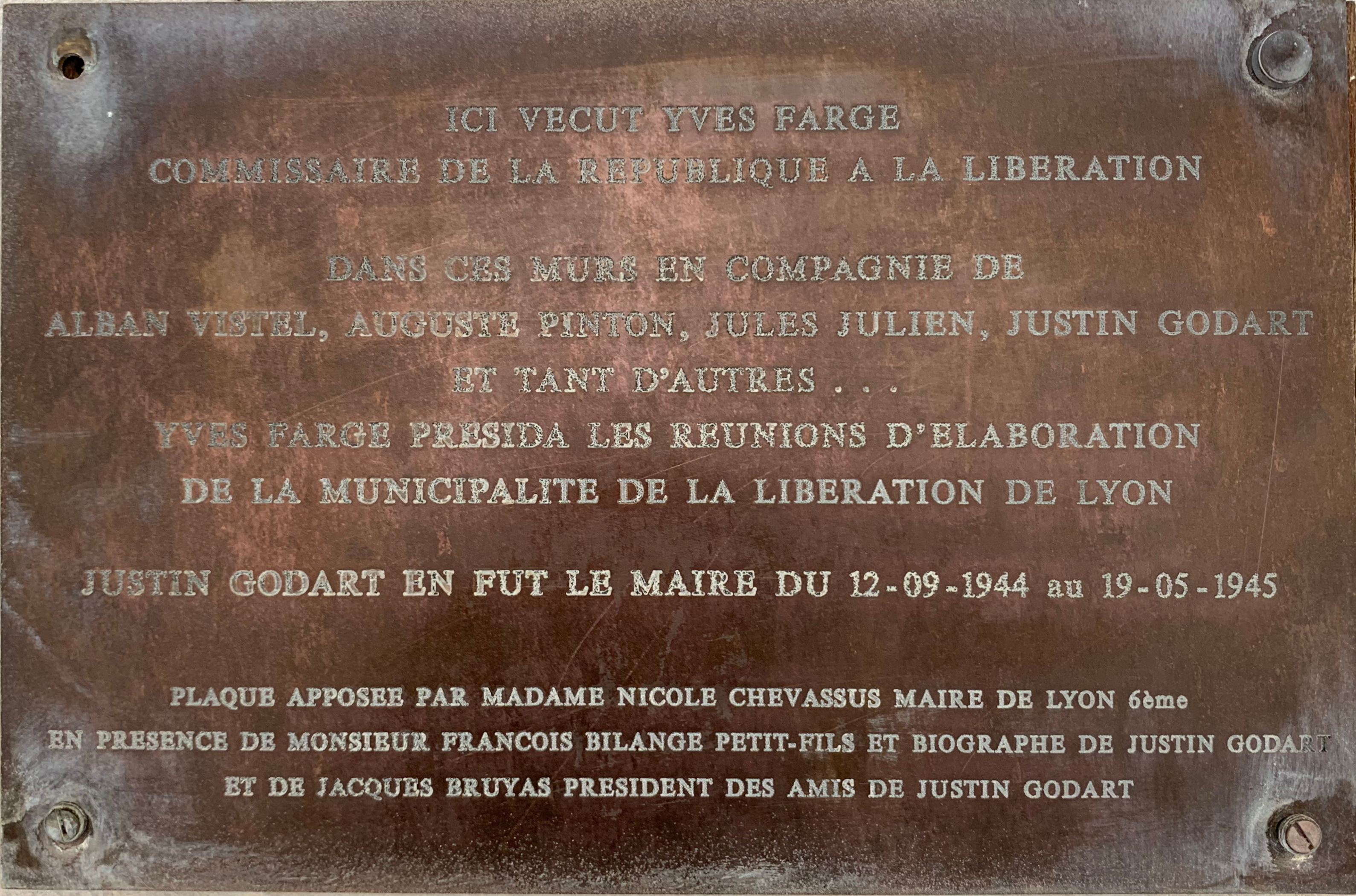
纪念牌匾

1899年生于普罗旺斯地区萨隆。先后在普罗旺斯地区艾克斯和马赛读中学。第一次世界大战期间在尼斯医院从事伤员护理工作。战争结束后，父亲在马赛病逝。他先后在货运公司和贸易公司工作，期间曾参与高等美术学院的绘画课程。25岁时，他以马赛肥皂厂总代理商的身份到达法屬摩洛哥卡萨布兰卡。秘密成为工人国际法国支部卡萨布兰卡区域书记。期间，他因频繁在报纸发表关于殖民主义的政治性评论文章，被撤去代理商职务。之后只能通过组织画展和出售画作谋生。
1931年搬到巴黎。在那里，他为亨利·巴比塞创办的《世界》杂志和光明社工作。也为格勒诺布尔的《多菲内快报》工作，担任主编。
1938年9月，因为不满慕尼黑協定的签署，投身于抵抗運動。在里昂担任《里昂进步报》编辑。在维希法国时代，他创立了爱国者组织“韦科尔游击队”，后来被戴高樂将军任命为法兰西民族委员会（地下）罗讷省分会委员，与纳粹德国占领者和法国维希政府进行不屈的斗争。
1946年，他在乔治·皮杜尔总理政府出任供应部长，致力于解决黑市的酒水走私现象。1947年成立法国全国和平理事会，担任主席。他是第一届世界和平大会的75位发起人之一，并当选为常设委员会执行局委员。在第二次大会上当选为世界和平理事會常务委员。
1952年5月，他赴中国北京参加“世界四大文化名人纪念大会”，随后前往中国东北及朝鲜调查美国细菌战的事实证据，6月9日与曾参加细菌战的美国空军战俘奎恩进行谈话，8月委托巴黎法兰西出版业联合会出版了《在中国和朝鲜的目击记》一书。
1952年12月获斯大林和平奖，1953年3月25日在莫斯科领奖，同时参加了斯大林的葬礼。

## 意外去世
1953年3月28日，伊夫·法奇到达格鲁吉亚，调研格鲁吉亚经济和文化发展情况。29日夜，他和随行的人在从哥里返回第比利斯的途中与一辆卡车相撞。伊夫·法奇受到重伤，昏迷不醒，被紧急送往医院。而法奇夫人和其他乘客在这一意外事件中都没有受伤。
医生诊断认为，他的头骨和大脑受了重伤，右半身已经失去知觉，心血管的机能受到严重障碍。30日晚21时情况恶化，当晚去世（一说31日凌晨）。
4月1日，伊夫·法奇的灵柩由飞机从第比利斯运到莫斯科。2日运抵巴黎，停放在巴黎科学协会的大厅。4日安葬于拉雪兹神父公墓（一说葬于阿尔卑斯滨海省尼斯）。
有谣言认为伊夫·法奇实际上是被苏联当局下令暗杀的，只是伪造出车祸的样子。阿尔卡季·瓦克斯贝格在1995年纽约出版的《斯大林与反犹太》一书中提到了这个观点。
苏联持不同政见者萨哈罗夫院士在回忆录中写道：“法奇赴莫斯科领取和平奖时，曾与之前接受过自己访谈的医生会面，询问他们是否得到了良好的治疗。他们自然回答说情况很好，但其中一个人不知不觉地掏出袖子，让法奇看到了遭受酷刑的痕迹。法奇暗自吃惊。斯大林当局曾经下令不要让外国人对苏联感到好奇，所以他的死也是理所当然...（当然，我也无法证实这一点的真实性）”。

## 荣誉
- 法國解放勳章（1945年11月17日）[2]
- 斯大林和平奖（1952年12月）